# Rick van der Meer
Rick van der Meer (14 juni 1997) is een Nederlands voetballer die als centrale verdediger speelt. Hij tekende in 2016 bij FC Utrecht.in januari verruilde Rick Jong Utrecht voor de tweede divisionist VV Katwijk

## Clubcarrière
Van der Meer kwam voordat hij naar de jeugdopleiding van Feyenoord overstapte uit voor VFC. Op 5 augustus 2016 debuteerde hij voor Jong FC Utrecht in de Eerste divisie tegen NAC Breda. Hij werd na 64 minuten vervangen door Nick Lim. De club uit Breda won de openingswedstrijd van het seizoen 2016/17 met 4–1 na treffers van Jeff Stans, Cyriel Dessers, Bodi Brusselers en Gianluca Nijholt. Jong Utrecht scoorde tegen via Rodney Antwi.
Op 2 november 2017 tekende Rick van der Meer zijn eerste profcontract, waardoor hij tot medio 2019 bij FC Utrecht onder contract staat.

## Statistieken
| Seizoen         | Club            | Competitie      | Competitie | Competitie | Beker | Beker | Internationaal | Internationaal | Totaal | Totaal |
| Seizoen         | Club            | Competitie      | Wed.       | Dlp.       | Wed.  | Dlp.  | Wed.           | Dlp.           | Wed.   | Dlp.   |
| --------------- | --------------- | --------------- | ---------- | ---------- | ----- | ----- | -------------- | -------------- | ------ | ------ |
| 2016/17         | Jong FC Utrecht | Eerste divisie  | 19         | 0          | 0     | 0     | -              | -              | 19     | 0      |
| 2017/18         | Jong FC Utrecht | Eerste divisie  | 27         | 0          | 0     | 0     | -              | -              | 27     | 0      |
| 2018/19         | Jong FC Utrecht | Eerste divisie  | 3          | 0          | 0     | 0     | -              | -              | 3      | 0      |
| Club totaal     | Club totaal     | Club totaal     | 46         | 0          | 0     | 0     | 0              | 0              | 46     | 0      |
| Carrière totaal | Carrière totaal | Carrière totaal | 46         | 0          | 0     | 0     | 0              | 0              | 46     | 0      |

Bijgewerkt tot 28 september 2018